# Droit de regard (téléfilm)
Pour plus de détails, voir Fiche technique et Distribution.
Droit de regard est un téléfilm français réalisé par Julie Manoukian sur un scénario de Nicole Jamet et Anne-Sarah Kertudo, et diffusé pour la première fois en France le 31 janvier 2024 sur France 2.
Cette fiction est une coproduction de Cinétévé et France Télévisions pour France 2,,,.

## Fiche technique
Sauf indication contraire, les informations mentionnées dans cette section peuvent être confirmées par les bases de données cinématographiques IMDb et Allociné,  présentes dans la section « Liens externes ».
- Titre français : Droit de regard
- Réalisation : Julie Manoukian[1],[2],[5],[3],[4]
- Scénario : Nicole Jamet et Anne-Sarah Kertudo[1],[2],[5],[3],[4]
- Musique : Matéï Bratescot[2],[3],[4]
- Décors : Ramora[4]
- Costumes : Marie Jagou
- Photographie : Christophe Paturange
- Son : Patrice Dodin[4]
- Montage : Sylvie Laugier[4]
- Production : Fabienne Servan-Schreiber et Charlotte Ortiz[2],[5],[4]
- Sociétés de production : Cinétévé et France Télévisions[2],[4]
- Pays de production :  France
- Langue originale : français
- Format : couleur
- Genre : Drame[6]
- Durée : 90 minutes[4]
- Dates de première diffusion :
  - France : 31 janvier 2024 sur France 2

## Distribution
- Camille Goudeau : Alexandra Lipetz
- Raphaël Lenglet : Yann, l'ex d'Alexandra
- Emmeline Maniccia : Elorie, la fille de Yann et Alexandra
- Arthur Guivarch : Hadrien, le fils de Yann et Alexandra
- Carole Franck : Cécile, la mère d'Alexandra
- Élise Diamant : Myriam, la copine d'Alexandra
- Aminthe Audiard : Paola, la collègue d'Alexandra
- Dominique Ratonnat : Jean
- Sophia Chebchoub : Shérazade, la guide pour malvoyants
- Léa Wiazemsky : Léa
- Zakariya Gouram : Maître Guilain, l'avocat d'Alexandra
- Sophie Cattani : Maître Stael, l'avocate de Yann

## Production

### Genèse et développement
Le scénario est de la main de Nicole Jamet et Anne-Sarah Kertudo, et la réalisation est assurée par Julie Manoukian,,,.
La production est assurée par Fabienne Servan-Schreiber et Charlotte Ortiz pour Cinétévé.
Le téléfilm est présenté le 14 septembre 2023 au Festival de la fiction TV de la Rochelle.
Anne-Sarah Kertudo, la co-scénariste de Droit de regard, explique au site informations.handicap.fr : « Au départ, j'ai réalisé le documentaire Parents à part entière sur des parents aveugles qui élèvent seuls leurs enfants. Etonnée des réactions face à la situation de mon frère, lui aussi aveugle, qui élève sa fille, je voulais montrer que les parents solo peuvent très bien s'occuper de leur enfant. À la seconde où Fabienne Servan-Schreiber, qui est à la fois productrice de télévision et présidente de Droit pluriel, a vu ce docu, elle m'a dit : « Il faut en faire une fiction ! ». J'ai tout de suite été partante. C'est ainsi qu'est né Droit de regard. Tout comme Alexandra, j'ai un glaucome et me retrouve aujourd'hui à élever mes enfants seule. Je me suis séparée pendant l'écriture du scénario, c'est souvent comme ça, ce genre d'expérience fait ressortir beaucoup de choses… Au moment de l'écriture du film, je perdais la vue et me demandais comment j'allais réussir, une fois aveugle, à être une mère, à protéger mes enfants. »,.

### Attribution des rôles
Concernant le fait que l'interprète d'Alexandra, Camille Goudeau, est elle-même malvoyante, la co-scénariste Anne-Sarah Kertudo précise :« C'était une condition non négociable, aussi bien pour moi que pour la production. Camille joue extrêmement bien parce que c'est son histoire, elle y met manifestement une part d'elle-même. Elle est lumineuse et impressionnante ».

### Tournage
Le tournage se déroule du 21 novembre au 20 décembre 2022 à Marseille,,.

## Accueil

### Diffusions et audience
En France, le téléfilm, diffusé le 31 janvier 2024 sur France 2, il est regardé par 2 040 000 téléspectateurs et se classe deuxième en termes d'audience.

### Accueil critique
Pour le site CineSerie « Sans aucun pathos, Droit de regard invite avec pudeur et émotion le spectateur dans la vie d'une jeune femme confrontée à son handicap visuel progressif. Avec un humour certain, l'héroïne ne se plaint jamais et trouve une solution positive à tous ses désagréments, aussi bien professionnels que personnels. Sa force ressentie à l'écran provient vraisemblablement du fait que l'actrice est elle-même malvoyante. Elle insuffle à son personnage beaucoup d'énergie et permet au spectateur de voir autrement le handicap et de faire changer les mentalités ».
Pour le journal Le Parisien, Droit de regard est un « un téléfilm engagé, mais sans pathos pour rendre le handicap visible ».
Le magazine Télé-Loisirs estime que « Camille Goudeau livre une belle et intense performance dans cette fiction qui aborde avec intelligence et sensibilité la thématique de la déficience visuelle, qui touche 1,7 million de Français. Sur un scénario bien ficelé, ce récit aussi juste qu'émouvant bénéficie d'une interprétation particulièrement convaincante ».
Pour le magazine Télé 7 jours, Droit de regard est « une comédie dramatique qui traite le thème du handicap avec sensibilité et pédagogie sans mièvrerie ni manichéisme, avec une mention spéciale pour la comédienne Camille Goudeau au talent prometteur »